# Петрушкино (Марий Эл)
Петрушкино (мар. Экесола) — деревня в Советском районе Республики Марий Эл. Входит в состав Ронгинского сельского поселения.

## География
Находится в центральной части республики Марий Эл на расстоянии приблизительно 9 км по прямой на восток-юго-восток от районного центра посёлка Советский.

## История
Известна с 1865 года как деревня с 19 дворами и населением 102 человека. В 1930 году в 24 домах проживали 111 мари и 8 русских. В послевоенный период деревня не получила большого развития, в ней стабильно было 25-26 хозяйств с населением 115—120 человек. В советское время работал колхоз «Марий коммуна» (позже СПК «Мир»).

## Население
Население составляло 44 человек (мари 98 %) в 2002 году, 35 в 2010.